# Ximeno II d'Urrea
Ximeno II d'Urrea (també Eiximèn d'Urrea o Ximèn d'Urrea i d'Híxar) (?- 1240). Noble aragonès del llinatge dels Urrea. Serví el rei Jaume I d'Aragó en la Conquesta de Mallorca i en la Conquesta de València i en recompensa fou nomenat Baró d'Alcalatén.

## Antecedents familiars
Estava emparentat amb en Pero Ximénez d'Urrea i amb en Ximeno I d'Urrea.

## Núpcies i descendents
Es casà en primeres núpcies amb Maria de Luèsia i tinguerén:
- Ximeno III d'Urrea, dit el menor en un document del 1283, es casà amb Toda Pérez Cornel.
- Eva Ximénez d'Urrea, es casà amb Artal III d'Alagón.
- Aldolça Ximénez d'Urrea, es casà amb un fill del rei Jaume I d'Aragó, Ferran Sanxis baró de Castre.

## Biografia

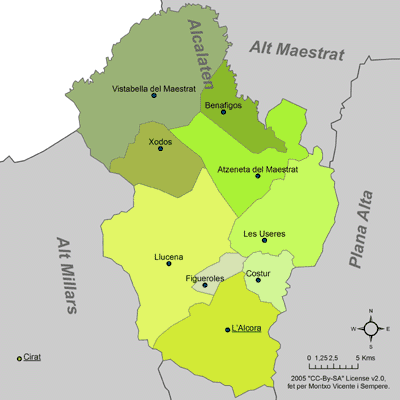
Mapa de l'Alcalatén

Pledejà amb Elvira de Luèsia, germana de la seva dona, per la propietat de la Senyoria d'Híxar. El 1222, durant la Segona revolta nobiliària contra Jaume I d'Aragó, va restar fidel al rei i participà en la presa de Castelló (Ribagorça). També acompanyà al rei Jaume I d'Aragó al monestir de Santa Maria d'Horta per tal de tancar el divorci del rei amb Elionor de Castella i així poder contraure matrimoni amb Violant d'Hongria.
Participà molt activament en la conquesta de Mallorca (1229-1232), destacant en la batalla de Portopí i en el Setge d'Artà. El 1232 assistí a les Corts de Montsó en les que es va definir l'estratègia per la Conquesta de València (1232-1246). En el 1233 va rendir el castell de Peníscola i amb d'altres set cavallers acompanyà el rei en la seva entrada a la ciutat. Encapçalà una missió militar amb en Pero Cornel III per tal de prendre la Torre de Silla als musulmans, que després de 8 dies es rendiren. Prop de la porta de Boatella i conjuntamen amb Pero Ferrández d'Açagra intentaren combatre a la muralla de València sense tenir èxit. Acompanyaren el rei en la presa de la Torre de Montcada de la ciutat de València. Tingué un paper significatiu en les primeres lleis que es donaren a la ciutat de València l'any 1239. El 1240, signà una donació de peces de terra del rei a Pelegrí Esteve.
Com a recompensa per la seva contribució militar fou nomenat baró d'Alcalatén pel rei en Jaume I d'Aragó, que també li atorgà el Castell de l'Alcalatén, el Castell de Llucena i totes les propietats que conformaven la zona musulmana d'Alcalatén que havia conquerit amb l'ajuda d'en Ximeno II d'Urrea. Aquestes propietats eren: les Masies d'Urrea, Costur, Figueroles, l'Alcora, Llucena, l'Atzeneta del Maestrat, Xodos, Benafigos i Vistabella del Maestrat.